# Rejsen til min "mate"
|  | Denne artikel er oprettet af botten Steenthbot ud fra en ekstern database. Den kan derfor have sproglige fejl eller mangler. Denne skabelon kan fjernes efter kontrol af indholdet. |

Rejsen til min "mate" er en dansk dokumentarfilm fra 2016 instrueret af Sara Hamdrup.

## Handling
For ni år siden boede Sara i Argentina og fandt en følelse, hun aldrig havde mærket før. I Danmark længes hun efter den følelse, så hun beslutter sig for at rejse tilbage til Argentina og finde den igen.